# (2350) von Lüde
(2350) von Lüde est un astéroïde de la ceinture principale.

## Description
(2350) von Lüde est un astéroïde de la ceinture principale. Il fut découvert le 6 février 1938 à Heidelberg par Alfred Bohrmann. Il présente une orbite caractérisée par un demi-grand axe de 2,24 UA, une excentricité de 0,13 et une inclinaison de 5,1° par rapport à l'écliptique.

## Compléments